# U.S. Route 69
Pour les articles homonymes, voir Route 69.
La U.S. Route 69 (US 69) est une US Route importante reliant le sud-est du Texas au sud du Minnesota. À l'origine, elle ne parcourait que 150 miles (241 km), mais elle a été grandement prolongée par après. Le terminus sud de la route (de même que les terminus sud des US 96 et US 287) est à Port Arthur, Texas, à une intersection avec la SH 87. Son terminus nord est à Albert Lea, Minnesota, à une intersection avec MN 13.

## Description du tracé
|       | mi    | km    |
| ----- | ----- | ----- |
| TX    | 338   | 545   |
| OK    | 260   | 420   |
| KS    | 163   | 262   |
| MO    | 137   | 220   |
| IA    | 226   | 364   |
| MN    | 12    | 20    |
| Total | 1 136 | 1 828 |

### Texas
La US 69 débute à la jonction avec la SH 87 à Port Arthur. Cette intersection est aussi le terminus sud de la US 96 et de la US 287, lesquelles forment un multiplex vers le nord. À Lumberton, la US 96 se détache des deux autres routes. La US 69 / US 287 continue vers le nord-ouest jusqu'à Woodville, où elles se séparent à leur tour. La US 69 continue vers le nord jusqu'à Zavalla, puis, vers le nord-ouest. Elle passe par Lufkin, Jacksonville, Tyler, Mineola, Greenville, Leonard et Denison. Elle rencontre la US 75 à Denison et les deux routes rejoignent la frontière avec l'Oklahoma et traversent la Red River.

### Oklahoma
La US 69 / US 75 entrent en Oklahoma près de Staley. Elles demeurent en multiplex jusqu'à Atoka, où la US 69 se dirige vers le nord-est et la US 75 vers le nord-ouest. La US 69 passe ensuite par McAlester, Checotah, Muskogee, Chouteau, Vinita, Afton, Narcissa et Miami. Au nord de Miami, la US 69 se rend à Picher et traverse la frontière avec le Kansas.

### Kansas
La US 69 entre au Kansas au sud de Columbus. Dans la ville, la US 69 bifurque vers l'est en multiplex avec la US 160 jusqu'à Crestline, où elle reprend un alignement vers le nord en multiplex avec la US 400. La US 400 quitte le multiplex au sud de Pittsburg et celui avec la US 160 le quitte au nord de cette ville. La US 69 continue vers le nord en suivant la frontière avec le Missouri. Elle passe par Arma, Fort Scott et Louisburg avant d'entrer dans la région de Kansas City, au sud de la ville. Elle rejoint l'I-35 / US 56 / US 169 et se joint au multiplex. À Roeland Park, la US 69 se détache du multiplex et continue en traversant Kansas City vers le nord. Elle rencontre l'I-70 et forme un court multiplex avec l'autoroute. À la jonction avec la US 169, la US 69 quitte l'autoroute et se dirige vers le nord. Elle traverse la rivière Missouri pour entrer dans l'État du même nom.

### Missouri
La US 69 entre au Missouri à Riverside, au nord de Kansas City. Elle se joint très brièvement à l'I-635 dans la ville et continue ensuite vers l'est. Elle croise l'I-29 et longe l'I-35 jusqu'à Pleasant Valley, où elle forme un multiplex. Le multiplex prend fin à Liberty alors que la US 69 se dirige vers le nord-est. Elle passe par Mosby et Excelsior Springs avant de bifurquer vers le nord. Elle suit un tracé similaire à celui de l'I-35. La route passe par Cameron, Winston, Pattonsburg, Bethany et Eagleville, avant d'atteindre la frontière avec l'Iowa, au nord.

### Iowa
La US 69 entre dans l'état au sud de Lamoni. Dans la ville, la route bifurque vers l'est jusqu'à Davis City, où elle prend un alignement vers le nord-est. Elle se rend à Leon et reprend la direction nord en passant par Osceola, Indianola, Des Moines, Ames, Blairsburg, Belmond, Forest City et Lake Mills. Sur l'ensemble de son parcours, la US 69 est à proximité de l'I-35.

### Minnesota
La US 69 entre au Minnesota à Emmons et se dirige vers le nord-est. Elle passe par Twin Lakes et continue vers le nord. Elle entre à Albert Lea et prend fin dans l'ouest de la ville, à la jonction avec la MN 13, ancienne US 16.

## Intersections majeures
Texas
 US 96 / US 287 / SH 87 à Port Arthur. La US 69 / US 96 forment un multiplex jusqu'au sud de Lumberton. La US 69 / US 287 forment un multiplex jusqu'à Woodville.
 I-10 à Beaumont. Les routes forment un multiplex dans la ville.
 US 90 à Beaumont
 US 190 à Woodville
 US 59 à Lufkin. Les routes forment un multiplex dans la ville.
 US 84 à Rusk
 US 79 à Jacksonville
 US 175 à Jacksonville
 I-20 à Lindale
 US 80 à Mineola
 I-30/ US 67 / US 380 à Greenville. La US 69 / US 380 forment un multiplex dans la ville.
 US 82 à Bells
 US 75 à Denison. Les routes forment un multiplex jusqu'à Atoka, Oklahoma.
Oklahoma
 US 70 à Durant
 US 270 aux limites entre McAlester et Krebs
 I-40 au sud-ouest de Checotah
 US 266 à Checotah
 US 64 à Muskogee. Les routes forment un multiplex dans la ville.
 US 62 à Muskogee. Les routes forment un multiplex dans la ville.
 US 412 à Chouteau
 I-44 à Big Cabin
 US 60 à l'ouest de Vinita. Les routes forment un multiplex jusqu'au nord-est d'Afton.
 I-44 à Vinita
 US 59 au nord-est d'Afton. Les routes forment un multiplex jusqu'au nord de Dotyville.
 I-44 au nord-est d'Afton
Kansas
 US 166 à Baxter Springs
 US 160 au nord-est de Columbus. Les routes forment un multiplex jusqu'à Frontenac.
 US 400 au nord de Crestline. Les routes forment un multiplex jusqu'au sud de Pittsburg.
 US 54 à Fort Scott. Les routes forment un multiplex jusqu'au nord de Fort Scott.
 I-435 / US 50 à Overland Park
 I-35/ US 56 / US 169 à Lenexa. L'I-35 / US 69 forment un multiplex jusqu'à Merriam. La US 56 / US 69 / US 169 forment un multiplex jusqu'aux limites entre Overland Park et Mission.
 I-35 / I-635 à Mission. L'I-35 / US 69 forment un multiplex jusqu'à Kansas City.
 I-70/ US 24 / US 40 à Kansas City
 I-670 à Kansas City
 US 169 à Kansas City
Missouri
 I-635 à Riverside. Les routes forment un multiplex dans la ville.
 US 169 au sud-est de Northmoor
 I-29/ US 71 à Gladstone
 I-35 à Kansas City
 I-435 à Claycomo
 I-35 à Pleasant Valley. Les routes forment un multiplex jusqu'à Liberty.
 I-35 au sud de Cameron
 US 36 à Cameron
 I-35 au sud-ouest de Winston
 I-35 au nord-ouest d'Altamont
 US 136 au sud-ouest de Bethany. Les routes forment un multiplex jusqu'à Bethany.
Iowa
 I-35 à la frontière entre le Missouri et l'Iowa au sud de Lamoni
 I-35 à l'est de Lamoni
 US 34 à Osceola
 US 65 au sud d'Indianola. Les routes forment un multiplex jusqu'à Des Moines.
 I-235 à Des Moines
 I-35 / I-80 à Des Moines
 US 30 à Ames
 US 20 au sud de Blairsburg
 US 18 à Garner. Les routes forment un multiplex jusqu'à l'ouest de Garner.
Minnesota
 MN 13 à Albert Lea

## Routes auxiliaires
- US 169, route sud-nord reliant Tulsa, Oklahoma à Virginia, Minnesota en passant par le Kansas, le Missouri et l'Iowa.